# White Lilies Island
White Lilies Island é o segundo álbum da cantora australiana Natalie Imbruglia, lançado em 2001.
O álbum marcou o retorno de Natalie à mídia, após 4 anos desde o lançamento de seu multiplatinado álbum de estreia.

## Composição
Natalie enfrentou uma série de problemas emocionais, decorrentes do sucesso repentino de seu primeiro single e da estressante cobrança por um segundo álbum de sucesso. Assim, numa tentativa de se afastar do mundo da fama e encontrar inspiração para um novo trabalho, entre 2000 e 2001 ela permaneceu isolada em sua residência em Windsor, na Inglaterra, para compor novas músicas. O título White Lilies Island é uma referência à ilha do rio Tâmisa na qual sua casa localizava-se na cidade.
O álbum final possui um tom bastante instrospectivo, com canções melancólicas e instrumentais melódicos, destacando-se a voz suave da cantora, que coescreve todas as doze faixas nele.

## Lançamento
Em junho de 2001, antes do lançamento do álbum, a canção "Cold Air" foi incluída na trilha do filme mexicano Y Tu Mamá También, do diretor Alfonso Cuarón.
O álbum foi lançado mundialmente em novembro de 2001, antecipado pelo single "That Day", lançado em outubro do mesmo ano. No entanto, nos Estados Unidos, ele saiu apenas em março de 2002, sendo antecipado pelo single "Wrong Impression", que foi incluído na trilha do filme Mr. Deeds.

### Proteção anticópia
White Lilies Island foi o primeiro álbum em CD produzido com tecnologia anticópia no Reino Unido. Por ser uma tecnologia nova, o controle de cópias fez com que muitos dos discos vendidos apresentassem defeitos na execução em alguns tipos de leitor de CD. Devido às reclamações, a gravadora BMG decidiu recolher o lote de CDs, e novos discos sem o controle anticópias foram distribuídos.

## Recepção pela crítica
| Críticas profissionais    | Críticas profissionais |
| Avaliações da crítica     | Avaliações da crítica  |
| Fonte                     | Avaliação              |
| ------------------------- | ---------------------- |
| Allmusic link             | 3.5 de 5 estrelas.     |
| Slant Magazine link       | 3 de 5 estrelas.       |
| Entertainment Weekly link | B                      |
| musicOMH link             | Positiva               |

O álbum recebeu, no geral, críticas positivas da imprensa internacional especializada. Jacqueline Hodges, da BBC, disse que Natalie retornava "com canções mais maduras e confiantes".
MacKenzie Wilson, do site AllMusic Guide, afirmou que "Imbruglia fez um álbum pop brilhante - contemporâneo, mas atemporal".
No Brasil, o álbum teve uma divulgação limitada e recebeu pouca notoriedade da mídia, por conta do grande intervalo de tempo sem notícias da cantora no país.

## Faixas
Todas as faixas foram escritas por Natalie Imbruglia, em parceria com os compositores indicados.
1. "That Day" (Imbruglia, Patrick Leonard) – 4:44
2. "Beauty on the Fire" (Imbruglia, Clark, Wilder) – 4:21
3. "Satellite" (Imbruglia, Phil Thornalley) – 3:08
4. "Do You Love" (Imbruglia, Gary Clark) - 4:43
5. "Wrong Impression" (Imbruglia, Clark) – 4:17
6. "Goodbye" (Imbruglia, Wilder) – 5:01
7. "Everything Goes" (Imbruglia, Clark) – 4:01
8. "Hurricane" (Imbruglia, Clark) – 3:38
9. "Sunlight" (Imbruglia, Clark) – 5:01
10. "Talk in Tongues" (Imbruglia, Thornalley) – 3:29
11. "Butterflies" (Imbruglia, Clark) – 4:56
12. "Come September" (Imbruglia, Clark) – 4:10

## Paradas musicais
O álbum estreou na posição #3 da parada australiana. No Reino Unido, atingiu o #15 da lista de vendas. Nos Estados Unidos, atingiu o Top 40 da Billboard 200.
| Parada semanal (2001-2002)            | Posição |
| ------------------------------------- | ------- |
| Austrália (ARIA)                      | 3       |
| Áustria (Ö3 Austria Top 40)           | 59      |
| França (SNEP)                         | 43      |
| Alemanha (Offizielle Deutsche Charts) | 49      |
| Irlanda (IRMA)                        | 44      |
| Itália (FIMI)                         | 21      |
| Escócia (Official Scottish Albums)    | 17      |
| Suíça (Schweizer Hitparade)           | 23      |
| Reino Unido (UK Albums Chart)         | 15      |
| Estados Unidos (Billboard 200)        | 35      |